# العلامة على الحائط
"العلامة على الحائط" هي أول قصة منشورة للكاتبة فرجينيا وولف. نُشرت عام 1917 جزءاً من المجموعة الأولى من القصص القصيرة التي كتبتها فيرجينيا وولف وزوجها ليونارد وولف، والتي تسمى قصتان. نُشرت لاحقًا في نيويورك عام 1921 جزءاً من مجموعة أخرى بعنوان الاثنين أو الثلاثاء.

## الملخص
كُتبت قصة "العلامة على الحائط" بضمير المتكلم، كمونولوج "تيار الوعي".  يلاحظ الراوي علامة على الحائط، ويفكر في طريقة عمل العقل. يستكشف موضوعات الدين، والتأمل الذاتي،  والطبيعة، وعدم اليقين. يتذكر الراوي تطور أنماط التفكير، بدءًا من مرحلة الطفولة. 

## التلقّي
حلّل الكتّاب الأدبيين أسلوب وولف في "العلامة على الحائط" بشكلٍ متكرر. تُستخدم القصة كمثال للكتابة الاستبطانية.  
بنيت على هذه القصة المسرحية الموسيقية "العلامة على الحائط" لستيفا شفايجر، وقد عُرضت لأول مرة في عام 2017 في Tête à Tête - مهرجان الأوبرا في لندن في الأكاديمية الملكية للفنون المسرحية.
سُمّيت فرقة الروك الأمريكية Modest Mouse على اسم سطر من هذه القصة.

## النشر
ضُمّنت قصة "العلامة على الحائط" في عدد من المختارات.
- وولف، فيرجينيا. ""علامة على الحائط."" مختارات نورتون للأدب الإنجليزي. المجلد. F. إد. الطبعة الثامنة. إد. ستيفن جاهان رمضاني؛ غرينبلات؛ م.ح ابراهامز. جون ستالورثي. نيويورك: دبليو دبليو نورتون، 2005.
- وولف، فيرجينيا. ""علامة على الحائط."" البيت المسكون وقصص أخرى . مطبعة هوغارث، لندن، 1944. [10]
- وولف، فيرجينيا. (28 مارس 2014). الاثنين أو الثلاثاء: ثماني قصص . ابدأ الكلاسيكيات. ص. 39-. .
- وولف، فيرجينيا. "العلامة على الحائط." مجموعة وردزورث من القصص القصيرة الكلاسيكية . طبعات وردزورث، 2007. ص. 1334-.

## روابط خارجية
- Mark on the Wall, The public domain audiobook at LibriVox